# Équipe cycliste AA-Drink-Leontien.nl

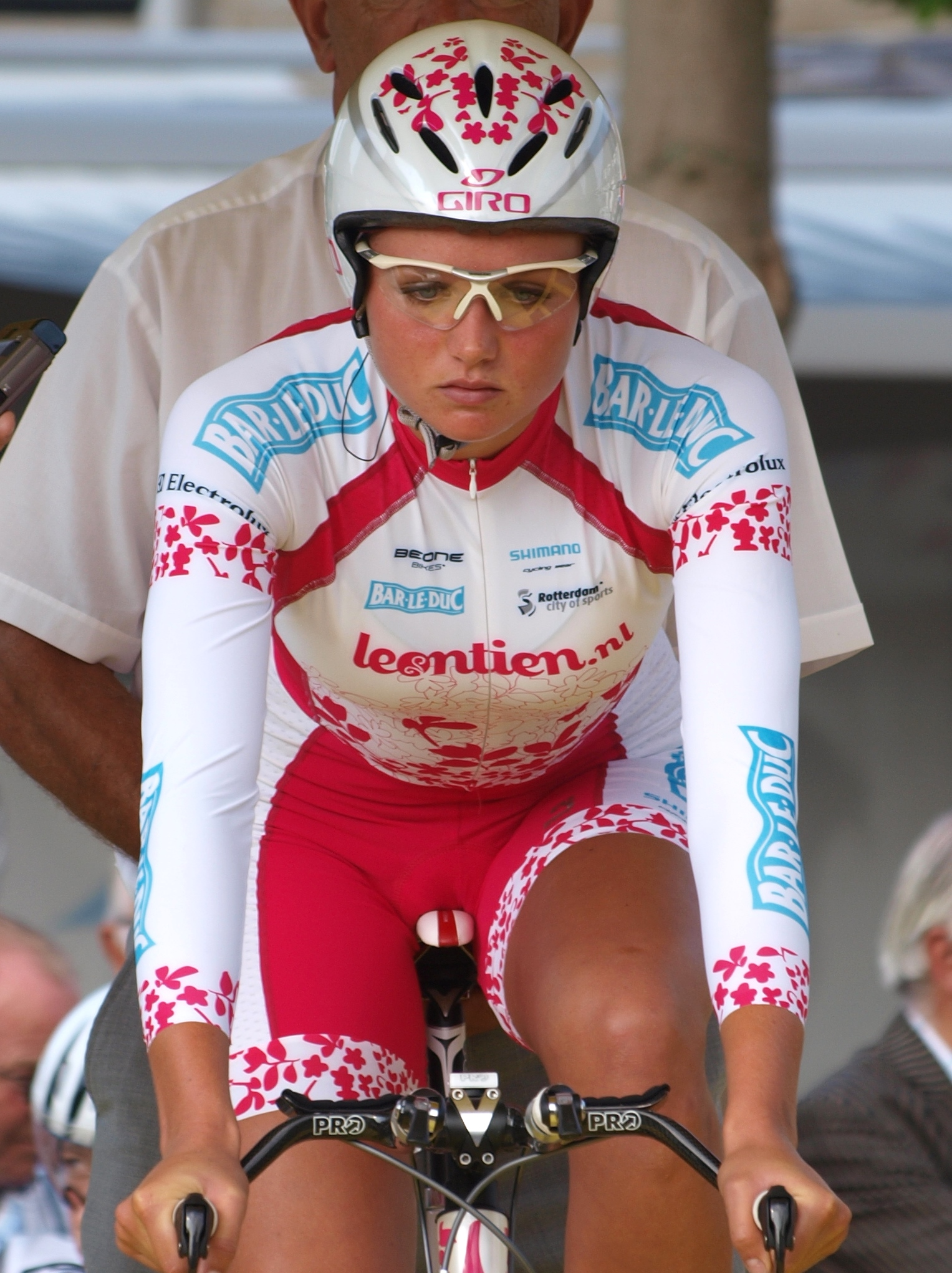
Chantal Blaak avec la tenue de Leontien.nl

AA Drink-leontien.nl Cycling Team est une équipe cycliste féminine basée aux Pays-Bas, qui a existé entre 2005 et 2012. L'équipe est nommée d'après le sponsor principal AA Drink et le site leontien.nl qui est une boutique en ligne portant le nom de l'ancienne cycliste néerlandaise  Leontien van Moorsel-Zijlaard, dont le mari Michael Zijlaard est le gérant de l'équipe. À la suite du retrait du sponsor principal en 2012, l'équipe s'arrête. Emma Johansson, Kirsten Wild et Chantal Blaak ont notamment fait partie de l'équipe.

## Histoire de l'équipe
Lors de sa création, l'équipe est sponsorisée par Van Bemmelen et AA Drink (« After Activity Drink ») une marque de boisson possédée par United Soft Drinks.
Au début de la saison 2012, elle fusionne avec l'équipe dissoute Garmin-Cervélo, dont les coureuses Emma Pooley, Elizabeth Armitstead, Lucy Martin, Lois Sharon, Carla Ryan et Jessie Daams rejoignent l'équipe. Slipstream Sports devient alors le copropriétaire de l'équipe. Le manager de l'équipe reste Michael Zijlaard. Une autre conséquence de cette coopération est que l'équipe roule désormais avec la marque Cervélo. En août 2012, la compagnie de boissons AA Drink annonce son retrait en tant que sponsor. Le manager Michael Zijlaard déclare la dissolution de l'équipe à la fin de l'année.

## Classements UCI
Ce tableau présente les places de l'équipe AA-Drink au classement de l'Union cycliste internationale en fin de saison, ainsi que ses meilleures coureuses au classement individuel.
| Année | Classement par équipes | Meilleure coureuse au classement individuel |
| 2005  | 4e                     | Suzanne de Goede (12e)                      |
| 2006  | 7e                     | Theresa Senff (16e)                         |
| 2007  | 9e                     | Kirsten Wild (24e)                          |
| 2008  | 5e                     | Emma Johansson (6e)                         |
| 2009  | 12e                    | Chantal Blaak (24e)                         |
| 2010  | 11e                    | Chantal Blaak (36e)                         |
| 2011  | 5e                     | Kirsten Wild (10e)                          |
| 2012  | 4e                     | Shelley Olds (10e)                          |

Ce tableau présente les places de l'équipe au classement de la Coupe du monde de cyclisme sur route féminine depuis son apparition en 2006, ainsi que la meilleure cycliste au classement individuel de chaque saison.
| Année | Classement par équipes | Meilleure coureuse au classement individuel |
| 2005  | -                      | Suzanne de Goede (7e)                       |
| 2006  | 6e                     | Theresa Senff (14e)                         |
| 2007  | 7e                     | Kirsten Wild (19e)                          |
| 2008  | 7e                     | Kirsten Wild (7e)                           |
| 2009  | 10e                    | Andrea Bosman (10e)                         |
| 2010  | 6e                     | Chantal Blaak (12e)                         |
| 2011  | 4e                     | Kirsten Wild (8e)                           |
| 2012  | 4e                     | Shelley Olds (4e)                           |

## Principales victoires

### Grands tours
- Tour d'Italie féminin
- Participations : 4 (2007, 2008, 2011, 2012)
  - Victoire d'étape : 1
    - 1 en 2012 : Shelley Olds

  - Victoire finale : 0
  - Classements annexes : 1
    - Classement de la meilleure jeune : 2007 (Tatiana Guderzo)
    - Classement de la montagne : 2012 (Emma Pooley)

### Compétitions internationales
Cyclisme sur route
- Jeux du Commonwealth de cyclisme sur route : 1
  - Course en ligne : 2006 (Natalie Bates)
- Championnats d'Europe de cyclisme sur route : 1
  - Course en ligne espoirs : 2009 (Chantal Blaak)

Cyclisme sur piste
- Championnats d'Europe de cyclisme sur piste : 2
  - Course aux points espoirs : 2006 et 2007 (Marlijn Binnendijk)

### Championnats nationaux
| Cyclisme sur route - Championnat des Pays-Bas sur route : 3 - Course en ligne : 2007 (Marlijn Binnendijk) - Contre-la-montre : 2005 (Suzanne de Goede) - Contre-la-montre par équipes : 2009 (Chantal Blaak, Marit Huisman, Suzanne van Veen) - Championnat de Grande-Bretagne sur route : 1 - Course en ligne : 2012 (Sharon Laws) - Championnat de Belgique sur route : 1 - Contre-la-montre : 2007 (An Van Rie) - Championnat de Pologne sur route : 1 - Course en ligne : 2008 (Paulina Brzeźna) - Championnat de Suède sur route : 1 - Contre-la-montre : 2008 (Emma Johansson) Cyclo-cross - championnats des Pays-Bas de cyclo-cross : 1 - 2005 (Daphny van den Brand) | Cyclisme sur piste - Championnat des Pays-Bas sur piste : 10 - Poursuite : 2005 (Adrie Visser) - Omnium : 2012 (Kirsten Wild) - Scratch : 2005, 2006 (Adrie Visser), 2008 et 2011(Kirsten Wild) - Course aux points : 2005, 2006 (Adrie Visser) et 2011 (Kirsten Wild) - Américaine : 2011 (Kirsten Wild) - Poursuite juniors : 2005 (Maxime Groenewegen) - Course aux points juniors : 2005 (Maxime Groenewegen) - Championnat d'Australie sur piste : 3 - Poursuite : 2005 (Kate Bates) - Scratch : 2005 (Kate Bates) - Course aux points : 2005 (Kate Bates) |

## Encadrement
À la création de l'équipe en 2005 et 2006, Leen Merison est le représentant de l'équipe auprès de l'UCI et le directeur sportif. En 2007, Heidi Van de Vijver devient son adjoint et le représentant de l'équipe. En 2008, Michael Zijlaard arrive au poste de directeur de l'équipe en remplacement de Leen Merison. En 2009, Leen Merison redevient adjoint, John Den Brader devient le nouveau représentant de l'équipe. En 2010, Bram Sevens le remplace. En 2011 et 2012, le directeur sportif est Danny Stam, son adjoint Bram Sevens et le représentant de l'équipe Michael Zijlaard. En 2011, Miroslaw Ratajczyk est également dans l'équipe dirigeante.

## Sponsors
Le partenaire principal de l'équipe est la marque de boisson énergisante AA Drink. Leontien.nl est le partenaire secondaire, c'est une boutique en ligne portant le nom de l'ancienne cycliste néerlandaise  Leontien van Moorsel-Zijlaard, dont le mari Michael Zijlaard est le gérant de l'équipe.

## AA Drink-leontien.nl en 2012

### Effectif
| Coureuse             | Naissance         | Nationalité | Équipe 2011            |
| -------------------- | ----------------- | ----------- | ---------------------- |
| Elizabeth Armitstead | 18 décembre 1988  | Royaume-Uni | Garmin-Cervélo         |
| Chantal Blaak        | 22 octobre 1989   | Pays-Bas    | AA Drink - Leontien.nl |
| Lucinda Brand        | 2 juillet 1989    | Pays-Bas    | AA Drink - Leontien.nl |
| Jessie Daams         | 28 mai 1990       | Belgique    | Garmin-Cervélo         |
| Marijn de Vries      | 19 novembre 1978  | Pays-Bas    | AA Drink - Leontien.nl |
| Sharon Laws          | 7 juillet 1974    | Royaume-Uni | Garmin-Cervélo         |
| Lucy Martin          | 5 mai 1990        | Royaume-Uni | Garmin-Cervélo         |
| Shelley Olds         | 30 septembre 1980 | États-Unis  | Diadora - Pasta Zara   |
| Madeleine Olsson     | 14 novembre 1982  | Suède       |                        |
| Emma Pooley          | 3 octobre 1982    | Royaume-Uni | Garmin-Cervélo         |
| Carla Ryan           | 21 septembre 1985 | Australie   | Garmin-Cervélo         |
| Isabelle Söderberg   | 28 mai 1989       | Suède       |                        |
| Marieke van Nek      | 14 novembre 1988  | Pays-Bas    |                        |
| Marieke van Wanroij  | 5 juillet 1979    | Pays-Bas    | Nederland Bloeit       |
| Kirsten Wild         | 15 octobre 1982   | Pays-Bas    | AA Drink - Leontien.nl |

### Victoires
| Date        | Course                                    | Pays      | Cat. | Vainqueur            |
| ----------- | ----------------------------------------- | --------- | ---- | -------------------- |
| 1er février | 1re étape du Tour du Qatar                | Qatar     | 2.1  | Kirsten Wild         |
| 3 février   | 3e étape du Tour du Qatar                 | Qatar     | 2.1  | Kirsten Wild         |
| 4 mars      | Omloop van het Hageland                   | Belgique  | 1.2  | Elizabeth Armitstead |
| 7 avril     | 4e étape secteur a de l'Energiewacht Tour | Pays-Bas  | 2.2  | Kirsten Wild         |
| 13 mai      | Tour of Chongming Island World Cup        | Chine     | CDM  | Shelley Olds         |
| 5 juin      | Durango-Durango Emakumeen Saria           | Espagne   | 1.2  | Emma Pooley          |
| 8 juin      | 2e étape du Emakumeen Euskal Bira         | Espagne   | 2.1  | Emma Pooley          |
| 16 juin     | 3e étape du Rabo Ster Zeeuwsche Eilanden  | Pays-Bas  | 2.2  | Kirsten Wild         |
| 16 juin     | Rabo Ster Zeeuwsche Eilanden              | Pays-Bas  | 2.2  | Kirsten Wild         |
| 4 juillet   | 6e étape du Tour d'Italie                 | Italie    | 2.1  | Shelley Olds         |
| 22 juillet  | 6e étape du Tour de Thuringe              | Allemagne | 2.1  | Jessie Daams         |
| 5 septembre | 3e étape du Tour de l'Ardèche             | France    | 2.2  | Emma Pooley          |
| 7 septembre | 5e étape du Tour de l'Ardèche             | France    | 2.2  | Carla Ryan           |
| 8 septembre | 6e étape du Tour de l'Ardèche             | France    | 2.2  | Emma Pooley          |
| 8 septembre | Tour de l'Ardèche                         | France    | 2.2  | Emma Pooley          |
| 6 septembre | 3e étape du Brainwash Ladies Tour         | Pays-Bas  | 2.1  | Kirsten Wild         |

| Date       | Course                                   |  | Vainqueur    |
| ---------- | ---------------------------------------- |  | ------------ |
| 29 janvier | Championnat des Pays-Bas de l'Omnium     |  | Kirsten Wild |
| 24 juin    | Championnat de Grande-Bretagne sur route |  | Sharon Laws  |